# جون برينكلي
جون برينكلي (بالإنجليزية: John Brinkley)‏ (و. 1763 – 1835 م) هو قس، وعالم فلك من المملكة المتحدة. كان عضوًا في الجمعية الملكية، والأكاديمية الأمريكية للفنون والعلوم.
توفي في دبلن، عن عمر يناهز 72 عاماً.

## التعليم
تعلم في جامعة كامبريدج.

## جوائز
حصل على جوائز منها:
- وسام كوبلي (1824)
- زميل في الجمعية الملكية.